# 荷賀哥陵峰
47°16′00″N 13°45′42″E / 47.26667°N 13.76167°E

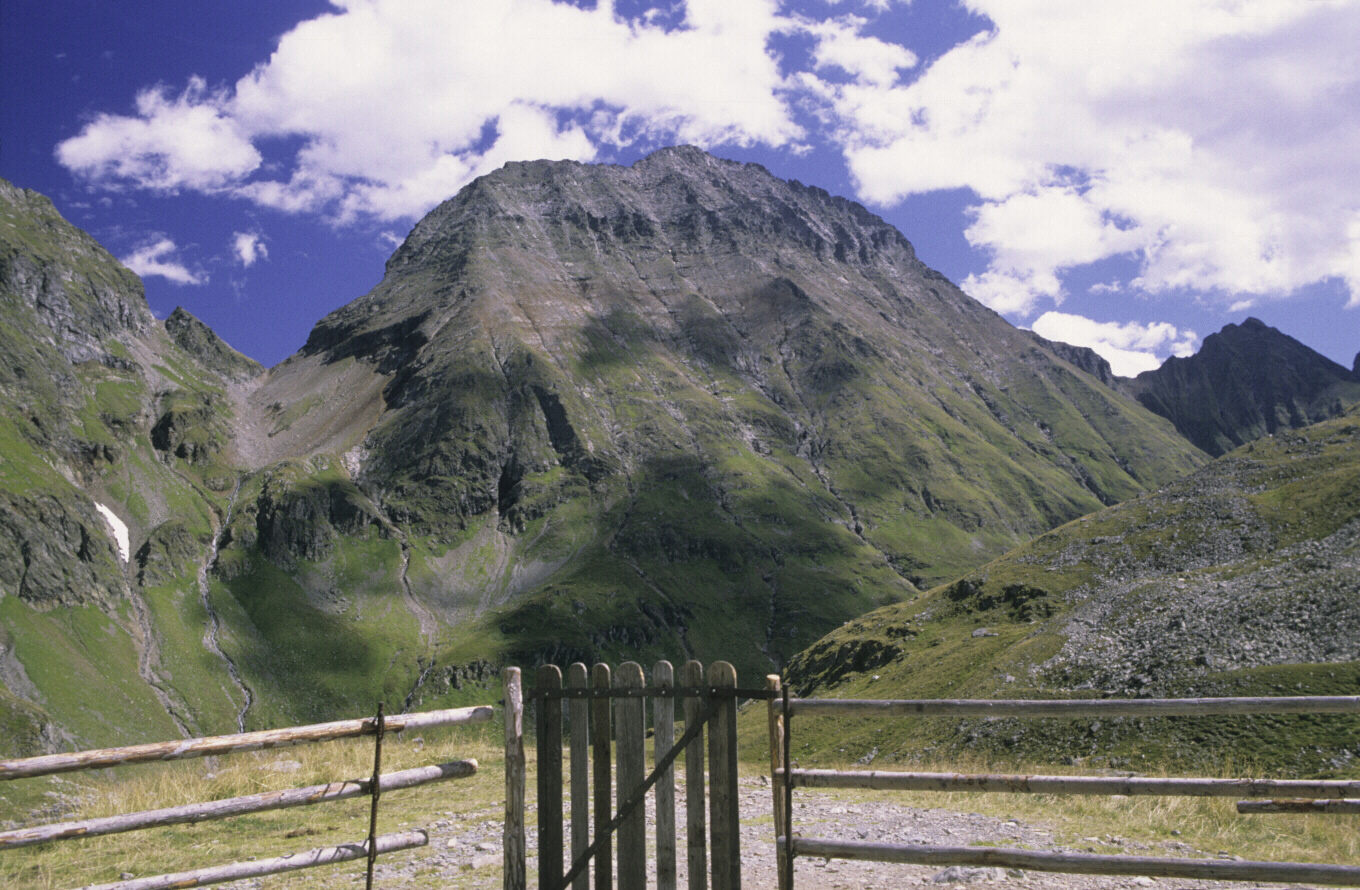

荷賀哥陵峰（德語：Hochgolling），是奧地利的山峰，位於該國中部，處於施泰爾馬克州和薩爾茨堡州接壤的邊界，屬於東阿爾卑斯山脈的一部分，海拔高度2,862米，人類在1791年8月8日首次登上該山峰。